# Регона (Лоди)
Регона је насеље у Италији у округу Лоди, региону Ломбардија.
Према процени из 2011. у насељу је живело 16 становника. Насеље се налази на надморској висини од 58 м.